# Blue Air
Blue Air – nieistniejąca rumuńska tania linia lotnicza z siedzibą w Bukareszcie. Głównym węzłem był Port lotniczy Bukareszt-Băneasa.
12 września 2022 linia zawiesiła działalność operacyjną, a 21 marca 2023 linia ogłosiła upadłość z powodu niewypłacalności.

## Flota
Flota rumuńskich linii lotniczych Blue Air. Stan na wrzesień 2011. Średnia wieku maszyn we flocie wynosiła wtedy 20,5 roku.

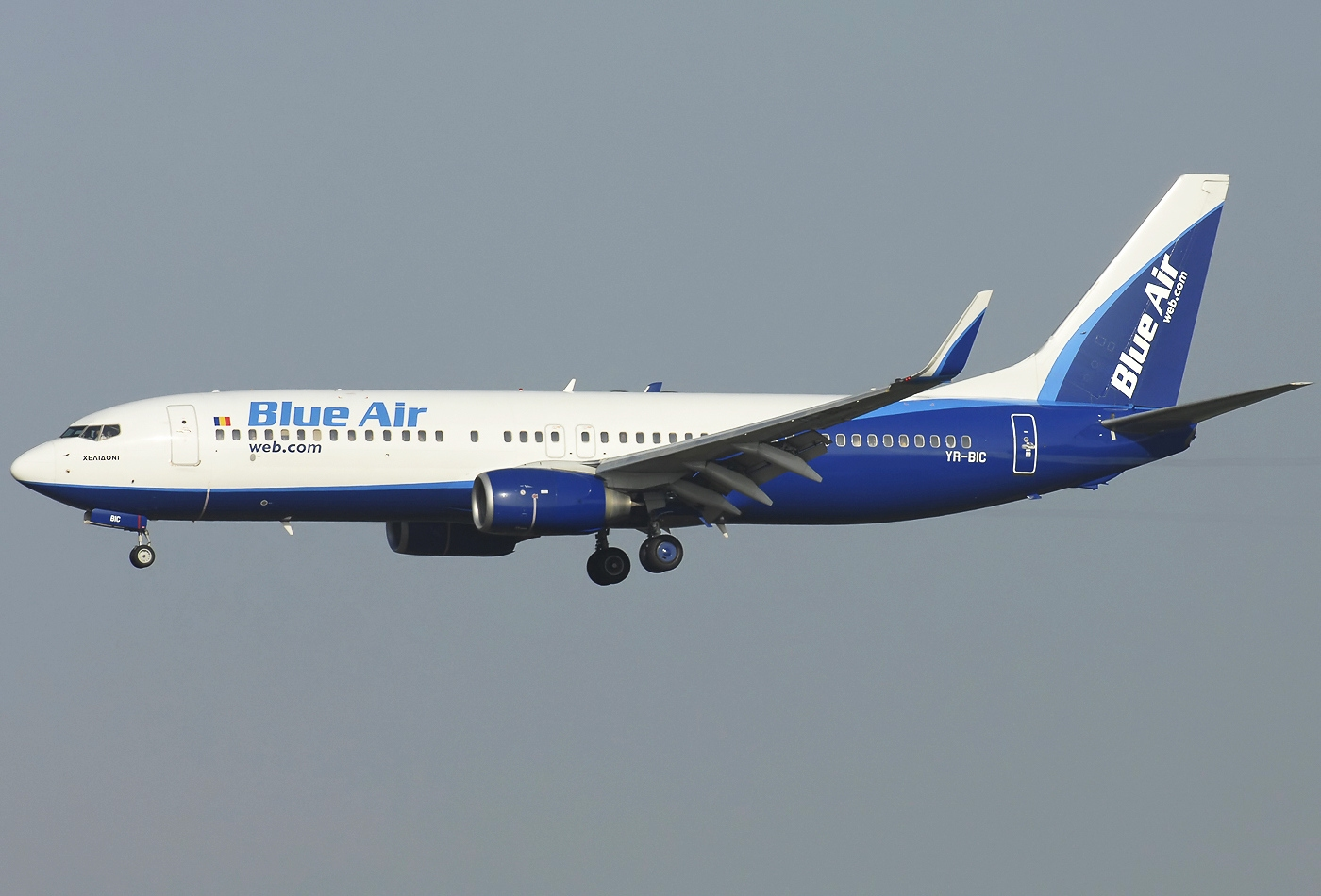
Boeing B737 YR-BIC Blue Air

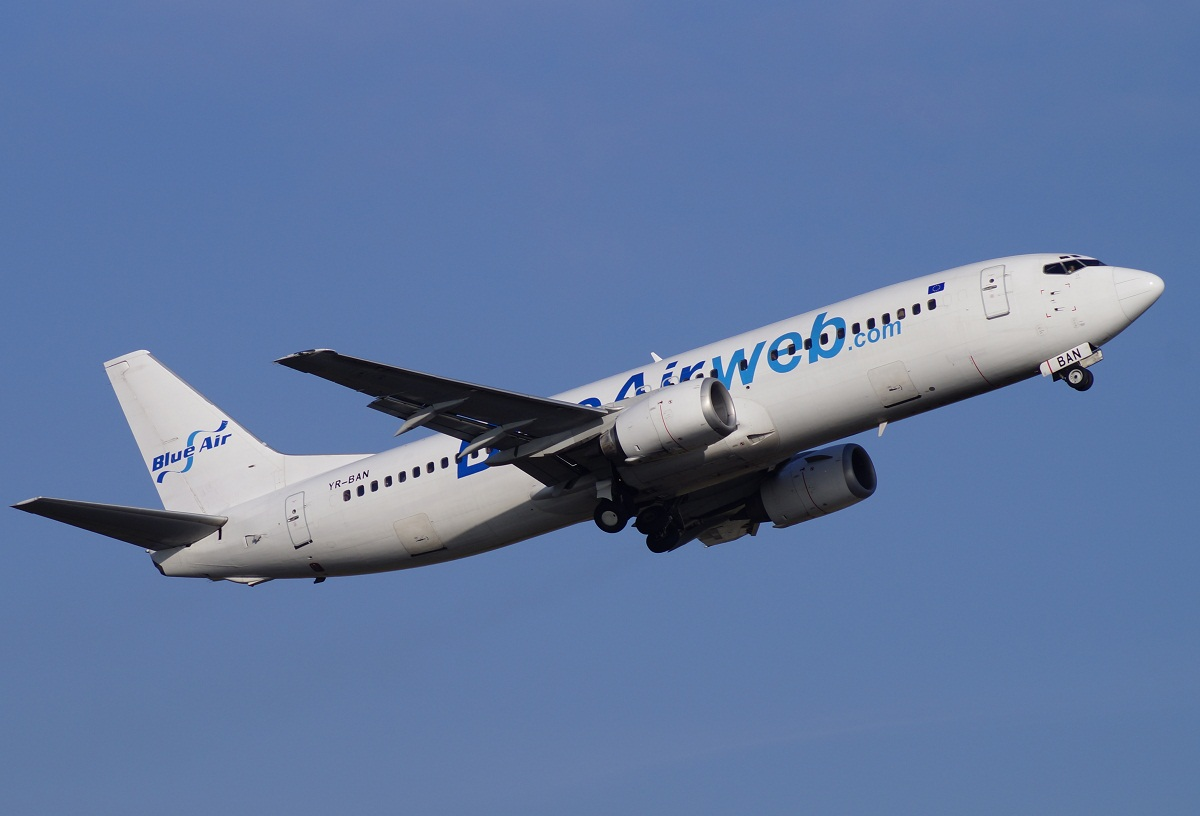
Boeing B737 YR-BAN Blue Air

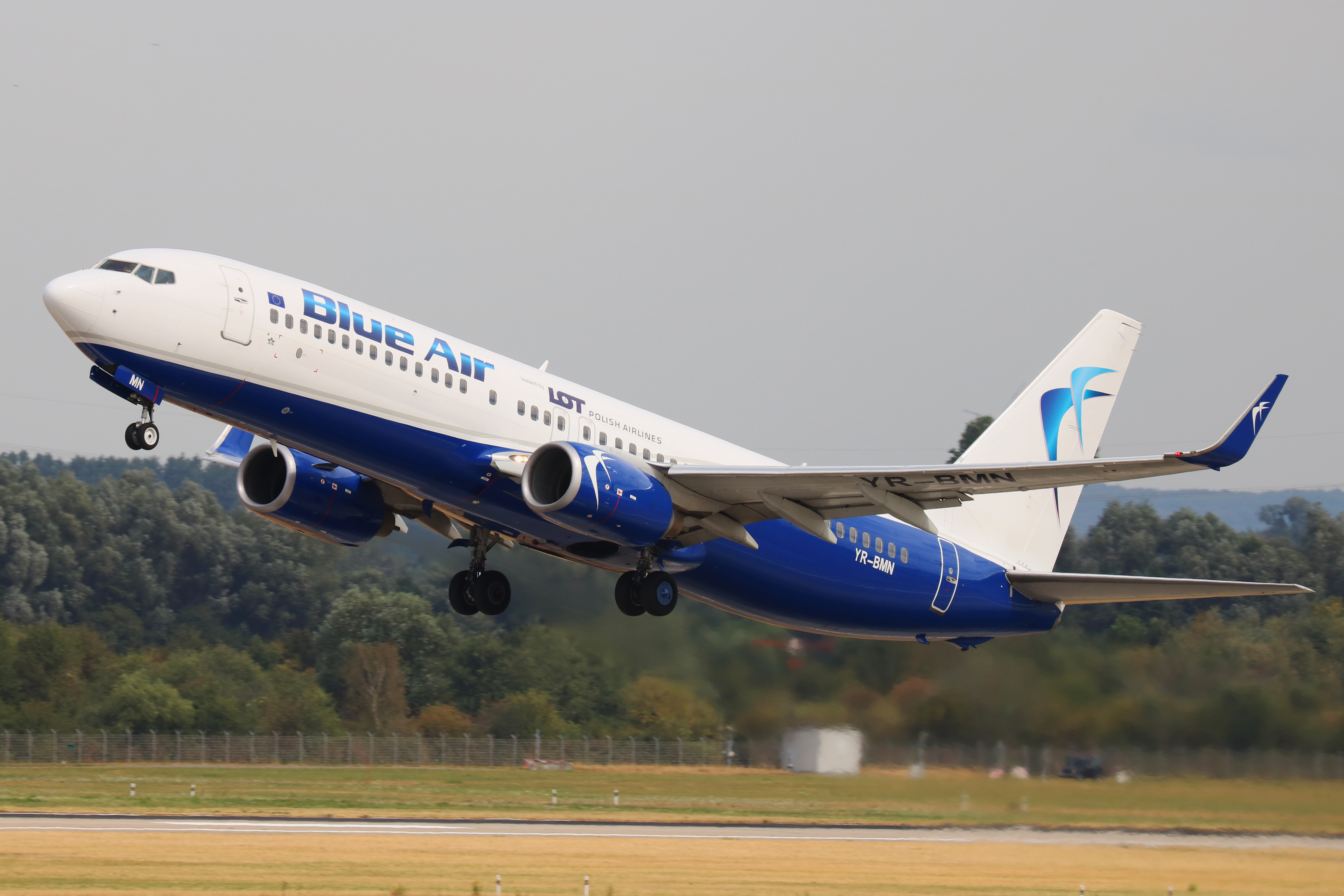
Boeing B737 YR-BMN Blue Air

| Samolot          | Liczba                                | Pasażerowie (Business/Economy) | Uwagi                                                      |
| ---------------- | ------------------------------------- | ------------------------------ | ---------------------------------------------------------- |
| Boeing 737-300   | 2                                     | 148                            |                                                            |
| Boeing 737-400   | 4                                     | 162                            |                                                            |
| Boeing 737-500   | 1                                     | 132                            |                                                            |
| Boeing 737-800   | 0 (2 były zamówione do września 2011) |                                | Zastąpią samoloty z serii Boeing 737-300, -400, -500       |
| Boeing 737-900ER | 0 (3 były zamówione do września 2011) |                                | Zastąpić miały samoloty z serii Boeing 737-300, -400, -500 |

### Maszyny wycofane
- BAe 146
- Boeing 737-800
- Saab 2000

## Dawne rejsowe kierunki lotów
- Belgia
  - Bruksela - Port lotniczy Bruksela
- Cypr
  - Larnaka - Port lotniczy Larnaka
- Francja
  - Nicea - Port lotniczy Nicea
  - Paryż - Port lotniczy Beauvais-Tillé
- Hiszpania
  - Barcelona - Port lotniczy Barcelona
  - Madryt - Port lotniczy Madryt
  - Malaga - Port lotniczy Malaga
  - Walencja - Port lotniczy Walencja
- Irlandia
  - Dublin - Port lotniczy Dublin
- Maroko
  - Marrakesz - Port lotniczy Marrakesz-Menara (sezonowo)[6]
- Niemcy
  - Stuttgart - Port lotniczy Stuttgart
- Rumunia
  - Bukareszt - Port lotniczy Bukareszt-Otopeni (hub)
- Wielka Brytania
  - Birmingham - Port lotniczy Birmingham
  - Londyn - Port lotniczy Londyn-Luton
- Włochy
  - Alghero - Port lotniczy Alghero
  - Bari - Port lotniczy Bari
  - Bolonia - Port lotniczy Bolonia
  - Cuneo - Port lotniczy Cuneo-Levaldigi
  - Florencja - Port lotniczy Florencja-Peretola
  - Katania - Port lotniczy Katania-Fontanarossa
  - Lamezia Terme - Port lotniczy Lamezia Terme
  - Mediolan - Port lotniczy Bergamo-Orio al Serio
  - Neapol - Port lotniczy Neapol
  - Palermo - Port lotniczy Palermo
  - Pescara - Port lotniczy Pescara
  - Rzym - Port lotniczy Rzym-Fiumicino
  - Turyn - Port lotniczy Turyn